# (18281) Tros
(18281) Tros, désignation internationale (18281) Tros, est un astéroïde troyen jovien.

## Description
(18281) Tros est un astéroïde troyen jovien, camp troyen, c'est-à-dire situé au point de Lagrange L5 du système Soleil-Jupiter. Il présente une orbite caractérisée par un demi-grand axe de 5,192 UA, une excentricité de 0,104 et une inclinaison de 9,5° par rapport à l'écliptique.
Il est nommé en référence au personnage de la mythologie grecque Tros, acteur du conflit légendaire de la guerre de Troie.

## Compléments